# Hyapatia Lee
Hyapatia Lee   (Indianàpolis, 11 de novembre de 1960) és una ballarina d'estriptis i una actriu pornogràfica estatunidenca retirada. La seva carrera es va desenvolupar principalment a la dècada dels anys vuitanta. L'any 1993 va entrar a formar part del saló de la fama de la XRCO i de l'AVN. Hyapatia Lee l'any 1995 va guanyar el Lifetime Achievement Award de la coalició per a la llibertat d'expressió. Alguns avantpassats de la Hyapatia Lee havien format part del poble Cherokee.

## Premis
- 1991 Premi AVN a la millor actriu - per The Masseuse[3]
- 1993 Premis F.O.X.E Premi dels fans[4]
- 1993 Saló de la fama AVN[5]
- 1994 Saló de la fama XRCO
- 1995 Premi de la coalició per a la llibertat d'expressió. Lifetime Achievement Award.